# Arches, Cantal
Arches är en kommun i departementet Cantal i regionen Auvergne-Rhône-Alpes i mitten av Frankrike. Kommunen ligger  i kantonen Mauriac som ligger i arrondissementet Mauriac. År 2022 hade Arches 203 invånare.

## Befolkningsutveckling
Antalet invånare i kommunen Arches
Referens:INSEE